# Adriaan Anker
Adriaan Anker (Oost- en West-Souburg, 7 september 1920 – Amsterdam, 4 juli 1991) was een Nederlands politicus van de PvdA.
Hij werd geboren als zoon van Adriaan Pieter Anker (1882-1940) en Willemina Dekker. Hij begon zijn ambtelijke loopbaan voor de Tweede Wereldoorlog als volontair in Serooskerke. Van 1942 tot 1946 was hij werkzaam in St.Philipsland. In 1946 maakte hij de overstap naar de gemeente Heerhugowaard. Hij was commies bij de gemeentesecretarie van Dantumadeel voor hij in december 1955 burgemeester van Vlieland werd. Zijn oudere broer Jacobus Anker was daar in 1945 enige tijd waarnemend burgemeester geweest voor hij burgemeester van Schiermonnikoog zou worden. Adriaan Anker werd in november 1966 burgemeester van de gemeenten Nieuwe Niedorp, Oude Niedorp en Winkel. In 1970 fuseerden die gemeenten tot de gemeente Niedorp, waarvan hij de burgemeester werd en tot zijn pensionering in oktober 1985 zou blijven. Anker overleed midden 1991 op 70-jarige leeftijd. Het 'Burgemeester Ankerplein' in Nieuwe Niedorp is naar hem vernoemd.